# Andrzej Wyka

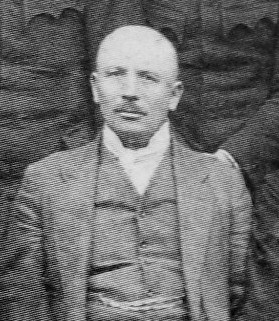
Andrzej Wyka, 1913

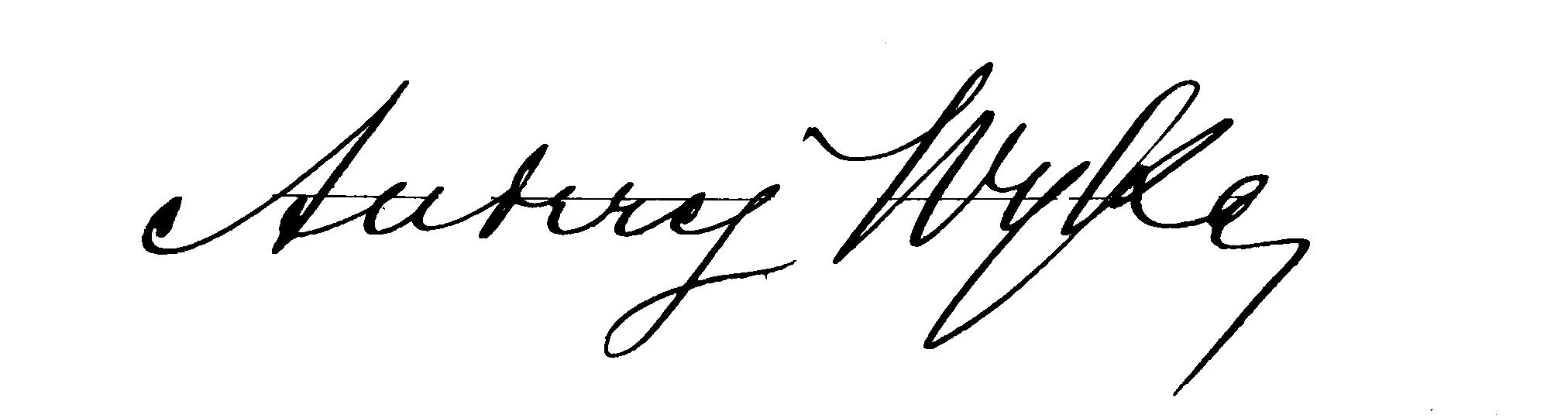

Andrzej Wyka (deutsch Andreas Wyka; * 23. Oktober 1876 in Wilcza Wola bei Kolbuszowa, Galizien, Österreich-Ungarn; † 28. Mai 1948, Kraków, Polen) war ein polnischer Lehrer und Gymnasialdirektor in Österreich-Ungarn und Polen.

## Leben
Andrzej Wyka war seit spätestens 1905 Lehrer, am Polnischen Gymnasium in Tarnopol in Galizien. 1907 wechselte er an das K. K. Ober-Gymnasium in Sanok, wo er Geschichte, Geographie und Schreiben unterrichtete. 1911 wurde er dort zum Professor ernannt.
In den Jahren 1915 und 1916 war Wyka Soldat in der österreichisch-ungarischen Armee im Ersten Weltkrieg. Danach kehrte er nach Sanok zurück, wo er seitdem auch Polnisch unterrichtete.
1920 wurde Andrzej Wyka der erste polnische Direktor am Gymnasium in Wejherowo (Neustadt), das von Westpreußen zum neuen polnischen Staat gekommen war. Seit 1923 arbeitete er am X. Staatlichen Gymnasium in Lwów (als Direktor?). 1926 wurde er Direktor des privaten gemischten Gymnasiums in seiner Heimat in Kolbuszowa. 1937 ging er in den Ruhestand.
Andrzej Wyka war in Sanok Mitglied in mehreren Lehrer- und Schulgesellschaften.
Er erhielt die Jubiläums-Erinnerungsmedaille 1898 für Zivilstaatsbedienstete und das Jubiläumskreuz 1908 für Zivilstaatsbedienstete der K. K. Monarchie.